# Charlottetown
Charlottetown je glavni grad kanadske provincije Otok Princa Edwarda od 34 562 stanovnika.

## Vanjske poveznice
- Charlottetown na portalu Encyclopædia Britannica (engl.)